# Cyathodium cavernarum
Cyathodium cavernarum là một loài rêu trong họ Targioniaceae. Loài này được Kunze mô tả khoa học đầu tiên năm 1834.